# The Target (Fallout)
"The Target" es el segundo episodio de la primera temporada de la serie de televisión de drama posapocalíptico Fallout. El episodio fue escrito por los desarrolladores de la serie Geneva Robertson-Dworet y Graham Wagner y dirigido por el productor ejecutivo Jonathan Nolan. Fue lanzado en Amazon Prime Video el 10 de abril de 2024, junto con el resto de la temporada.[cita requerida]
La serie describe las consecuencias de una guerra nuclear apocalíptica en una historia alternativa de la Tierra donde los avances en la tecnología nuclear después de la Segunda Guerra Mundial condujo al surgimiento de una sociedad retrofuturista y a una posterior guerra por los recursos. Los supervivientes se refugiaron en refugios nucleares conocidos como Vaults, construidos para preservar a la humanidad en caso de una aniquilación nuclear. El episodio sigue a Lucy en la búsqueda de su padre, a Maximus con la tarea de localizar a un científico peligroso y al Ghoul en busca de una recompensa.[cita requerida]
El episodio recibió críticas extremadamente positivas de los críticos, con elogios hacia la dirección, el guion y las actuaciones.[cita requerida]

## Producción

### Desarrollo
Al igual que el estreno de la serie, el segundo episodio fue dirigido por el productor ejecutivo Jonathan Nolan. 

### Rodaje
Gran parte de las escenas de terreno baldío de este episodio, incluidas las casas y el barco en ruinas, se filmaron en la Costa de los Esqueletos de Namibia. 

### Música
La partitura está compuesta por Ramin Djawadi. 
El episodio las canciones "Into Each Life Some Rain Must Fall" de The Ink Spots y Ella Fitzgerald, "Don't Fence Me In" de Bing Crosby y The Andrews Sisters, "It's a Man" de Betty Hutton y "I Don't Want to Set the World on Fire" de The Ink Spots. 

## Lanzamiento
El episodio, junto con el resto de la temporada, se estrenó en Amazon Prime Video el 10 de abril de 2024.  Originalmente, la temporada estaba programada para estrenarse el 12 de abril de 2024. 

## Recepción de la crítica
"The Target" recibió críticas extremadamente positivas por parte de los críticos. William Hughes de The A.V. Club le dio al episodio una calificación de "A" y escribió: "El estreno demostró que este equipo creativo podía ensamblar los componentes básicos para un gran programa de Fallout; el episodio dos deja en claro que en realidad tienen una idea bastante decente de lo que están tratando de construir".
Jack King de Vulture le dio al episodio 4 de 5 estrellas, elogiando la actuación de Purnell como Lucy mientras navega por su nuevo entorno hostil. Escribió: "Una cuestión central de los medios postapocalípticos... siempre se centrará en cómo lidiamos con la amenaza de otros seres humanos después de que la civilización se haya podrido. Con recursos tan escasos y la mayor parte de los que quedan dependiendo de su base instintos de supervivencia para salir adelante, todos se convierten en un riesgo potencial".
Sean T. Collins de Decider escribió: "En comparación con incinerar el planeta, incinerar un cachorro es una forma bastante poco arriesgada de abrir un episodio. Sin embargo, llama la atención, y así fue como me llamó la atención el segundo episodio de Fallout".  Ross Bonaime de Collider escribió: "En solo dos episodios, Fallout está encontrando una gran combinación del mundo del juego y su propia historia, creando un futuro intrigante e incierto". 
Joshua Kristian McCoy de Game Rant le dio al episodio una calificación de 4 estrellas sobre 5 y escribió: ""The Target" anuncia la aptitud de la serie para la acción, la comedia y la narración. Si bien no es una experiencia nueva e innovadora, Fallout es un programa divertido que vale la pena buscar. Es un excelente reloj compulsivo al menos".  Greg Wheeler de The Review Geek le dio al episodio una calificación de 4 estrellas sobre 5 y escribió: "Fallout está empezando a volverse interesante y también hay mucha variación en el entorno. Como detalle, quizás haya demasiado "Verdor en lugar de los familiares grises y amarillos turbios que suelen estar dentro de la paleta de Fallout, pero eso no resta valor a la historia". 